# Kaštel Dežanovački
Kaštel Dežanovački (česky Dežanovecký Kaštel) je malá vesnice v Chorvatsku v Bjelovarsko-bilogorské župě, spadající pod opčinu Dežanovac. Nachází se asi 14 km jihozápadně od Daruvaru. V roce 2011 zde žilo 45 obyvatel. V roce 1991 bylo 36,73 % obyvatel (18 z tehdejších 49 obyvatel) české národnosti.
Sousedními vesnicemi jsou Dežanovac a Trojeglava.